# 스파이크걸즈
스파이크걸즈(Spike Girls)는 모본의 게임부문에 있는 모르핀 스튜디오에서 제작하고 한빛소프트에서 배급하는 일본 애니메이션 스타일의 미소녀를 전면에 내세운 것이 특징인 온라인 족구 게임이다. 게임브리오로 개발되었으며, 카툰 렌더링으로 그려지는 애니메이션같은 그래픽이 특징이다. 2010년 10월 서비스를 종료했다.

## 역사
- 제1차 클로즈 베타 - 2007년 8월 1일 ~ 8월 3일
- 제2차 클로즈 베타 - 2007년 12월 20일 ~ 12월 23일
- 유저/팬 간담회 - 2007년 12월 29일
- 제3차 클로즈 베타 - 2008년 5월 29일 ~ 6월 1일
- VIP 테스트 - 2008년 8월 12일 ~ 8월 25일
- 서프라이즈 오픈 파티 - 2009년 1월 2일 ~ 1월 3일
- 오픈 베타 - 2009년 2월 5일 ~ 2010년 10월 28일
- 서비스 종료 - 2010년 10월 28일

## 등장인물
슈
순진하고 내성적이라 자기 표현이 약하여 주위 사람들에게 잘 휘둘리는 14세의 중학생 소녀, 작은 몸집에 놀라운 운동 신경을 지니고 있지만, 아직 눈치채지 못하고 있다. 리시브와 순발력이 뛰어난 것이 특징이다.
유나
프로 족구 선수를 목표로 하는 17세 여고생으로 한번 경기가 시작되면, 오직 흐름에만 몸이 저절로 반응할정도로 대단한 집중력을 지녔다. 족구 이외의 다른 운동에도 소질이 많은데다가 취미까지 운동이다. 특징은 균형잡힌 능력치.
앨리스
19세의 자유분방하면서도 완벽한 것을 좋아하는데다가 지는 것을 싫어하는 성격의 모델을 하고 있는 부잣집 여대생 아가씨로, 어릴때부터 전교 수석을 놓친 적이 없을 정도로 대단한 재능을 타고났다. 공격력과 기술에 치중되어 있다.
도로시
재능을 가진 언니에게 열등감을 가지고 있는 앨리스의 여동생, 어릴때부터 엄격한 가정교육을 받으며 자란 탓에 제멋대로인 성격을 지녔다. 항상 갖고 다니는 토끼 인형에게 친구처럼 마음을 허락하고 있다. 상황과 조건에 따라 다양한 공격 기술을 펼칠 수 있다.
카라
폭주족 Knight Rider의 리더, 대담한 운전 실력과 남자들을 뛰어넘는 카리스마를 가졌다. 밤에 질주하는 이들에게 있어 누구나 동경하는 대상으로서 추앙받고 있다. 냉정한 성격의 소유자로 족구 경기를 보고 있으면 억눌린 흥분과 어두운 그림자가 교차한다. 공격과 방어 양쪽에 균형잡힌 플레이 메이커로 공을 찰 수 있는 사정거리가 길다.
레미
여성 이종격투기 대회인 G-1의 최연소 챔피언. 저돌적인 격투 스타일과 귀여운 외모로 많은 인기를 얻고 있다. 경기가 끝나면 언제 싸웠었냐는 듯이 수줍은 표정으로 해맑게 웃는 그녀의 귀여운 모습에 항상 수많은 남성 팬들이 그녀의 뒤를 따른다.

## 참고
1. ↑  “Gamebryo로 제작된 스파이크걸즈, 2월 5일 오픈 베타 돌입”. 디스이즈게임닷컴. 2009년 1월 21일. 2009년 2월 28일에 확인함. [깨진 링크(과거 내용 찾기)]
2. ↑  “-안내- 스파이크걸즈 서비스 종료 안내”. 스파이크걸즈 공식 사이트. 2010년 9월 3일. 2009년 2월 20일에 원본 문서에서 보존된 문서. 2010년 9월 6일에 확인함.
3. ↑  박준영 (2010년 9월 30일). “미소녀 족구게임 ‘스파이크걸즈’ 서비스 종료”. 스투닷컴. 2011년 2월 10일에 확인함. [깨진 링크(과거 내용 찾기)]